# دانشگاه دولتی

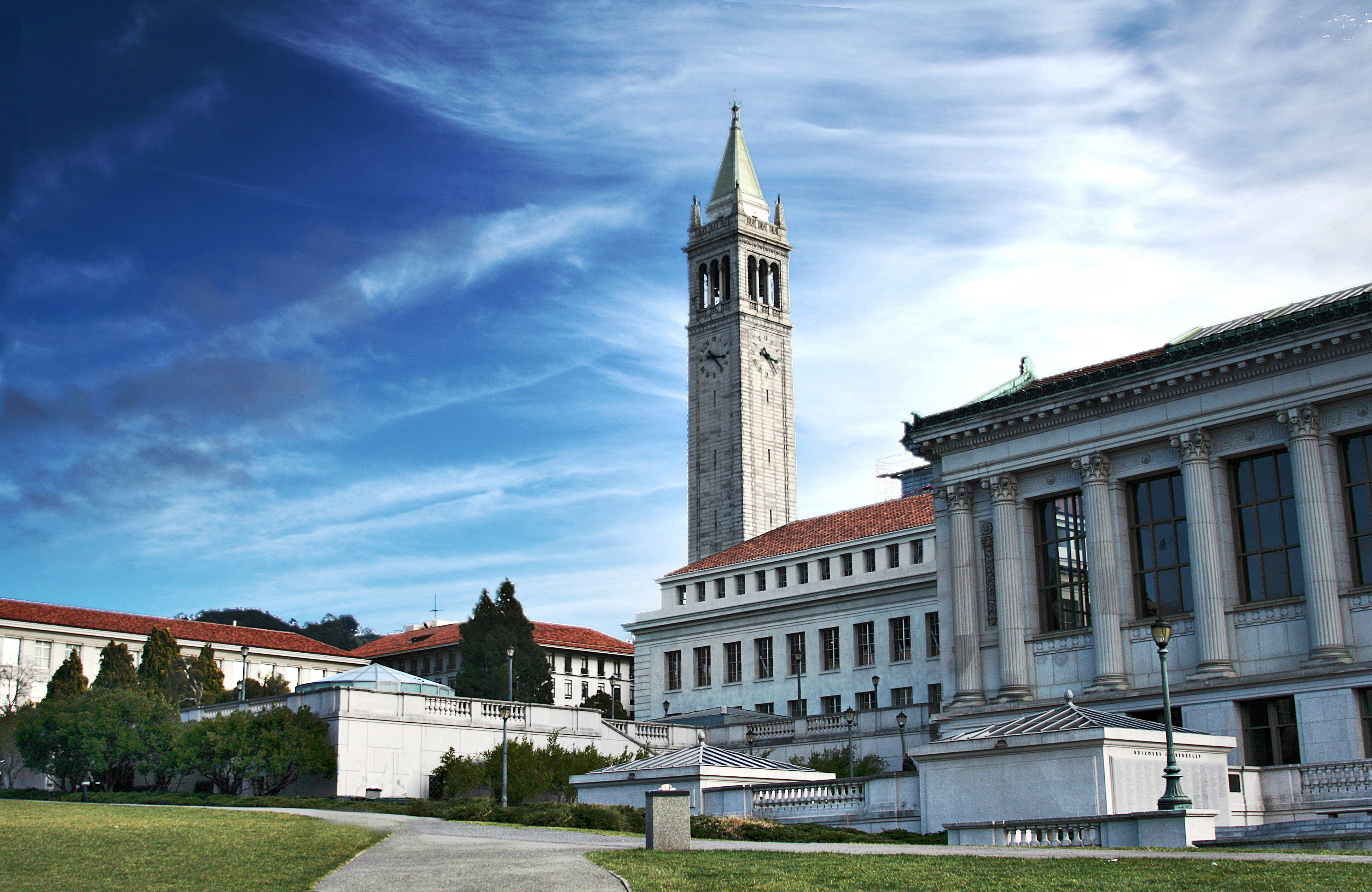
محوطه دانشگاه عمومی برکلی آمریکا

دانشگاه عمومی (به انگلیسی: Public university) یا دانشگاه دولتی (به انگلیسی: State university) دانشگاهی است که برای آموزش عموم مردم ایجاد شده و بودجه غالب خود را از دولت دریافت می‌کند. به‌طور کلی هزینهٔ تحصیل در دانشگاه‌های عمومی رایگان یا نسبت به دانشگاه‌های خصوصی ناچیز است.
دانشگاه عمومی که بیشتر در ایران به عنوان دانشگاه دولتی شناخته می‌شود با دانشگاه ملی متفاوت است و همچنین تعریف این دو نسبت به کشورهای مختلف متفاوت است.
دانشگاه عمومی معمولا با هدف تقویت بنیه‌ علمی در یک منطقه تاسیس می‌شود و بخشی از بودجه‌ی خود را از منابع مالی همان منطقه تامین می‌کند و امتیازهای خاصی را برای کسانی که در آن محل هستند قائل می‌شود.
در طرف مقابل دانشگاه ملی معمولا با اهدافی بزرگ‌تر از دانشگاه عمومی و در سطح ملی تاسیس می‌شود و تمام بودجه‌ی خود را از دولت تامین می‌کند.

## اروپا

### آلمان

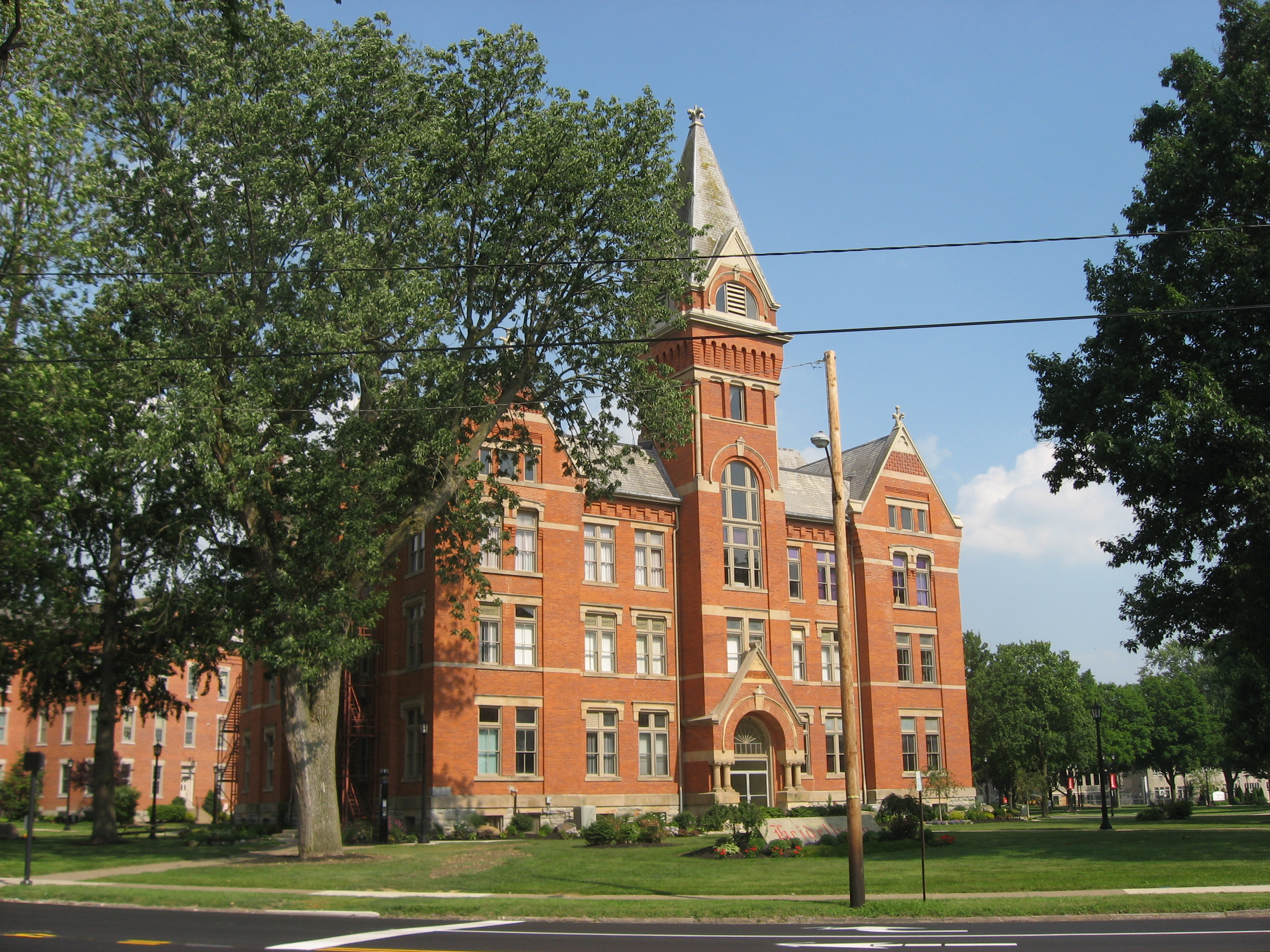
نمایی از دانشگاه هایدلبرگ، یکی از قدیمی‌ترین دانشگاه‌های آلمان

اکثر موسسات آموزش عالی در آلمان دولتی هستند و همهٔ استادان، کارمند دولتی محسوب می‌شوند. دانشگاه‌های دولتی عموماً در مقایسه با همتایان خصوصی خود از اعتبار بیشتری برخوردار هستند. از سال ۱۹۷۲ تا ۱۹۹۸، دانشگاه‌های دولتی بدون شهریه بودند. با این حال، برخی از ایالت‌ها از آن زمان هزینه‌های تحصیلی پایینی را برای دانشگاه‌هایشان اتخاذ کردند.

### انگلستان

رادکلیف کمرا، بخشی از دانشگاه آکسفورد در انگلستان

در انگلستان، دولت مالک دانشگاه نیست، با این حال، دانشگاه‌ها در صورتی عمومی محسوب می‌شوند که از یکی از شوراهای تأمین مالی دولت برای تدریس یا تحقیق بودجه دریافت کنند. اکثر دانشگاه‌های بریتانیا بودجه عمومی را از طریق کمک‌های بلوکی دفتر دانشجویان (انگلیس)، شورای تأمین مالی آموزش عالی (ولز), وزارت اقتصاد (ایرلند شمالی) یا شورای تأمین مالی (اسکاتلند) دریافت می‌کنند. تنها شش دانشگاه خصوصی تمام عیار در بریتانیا وجود دارد که کمک هزینه بلوکی دریافت نمی‌کنند.

### ایتالیا

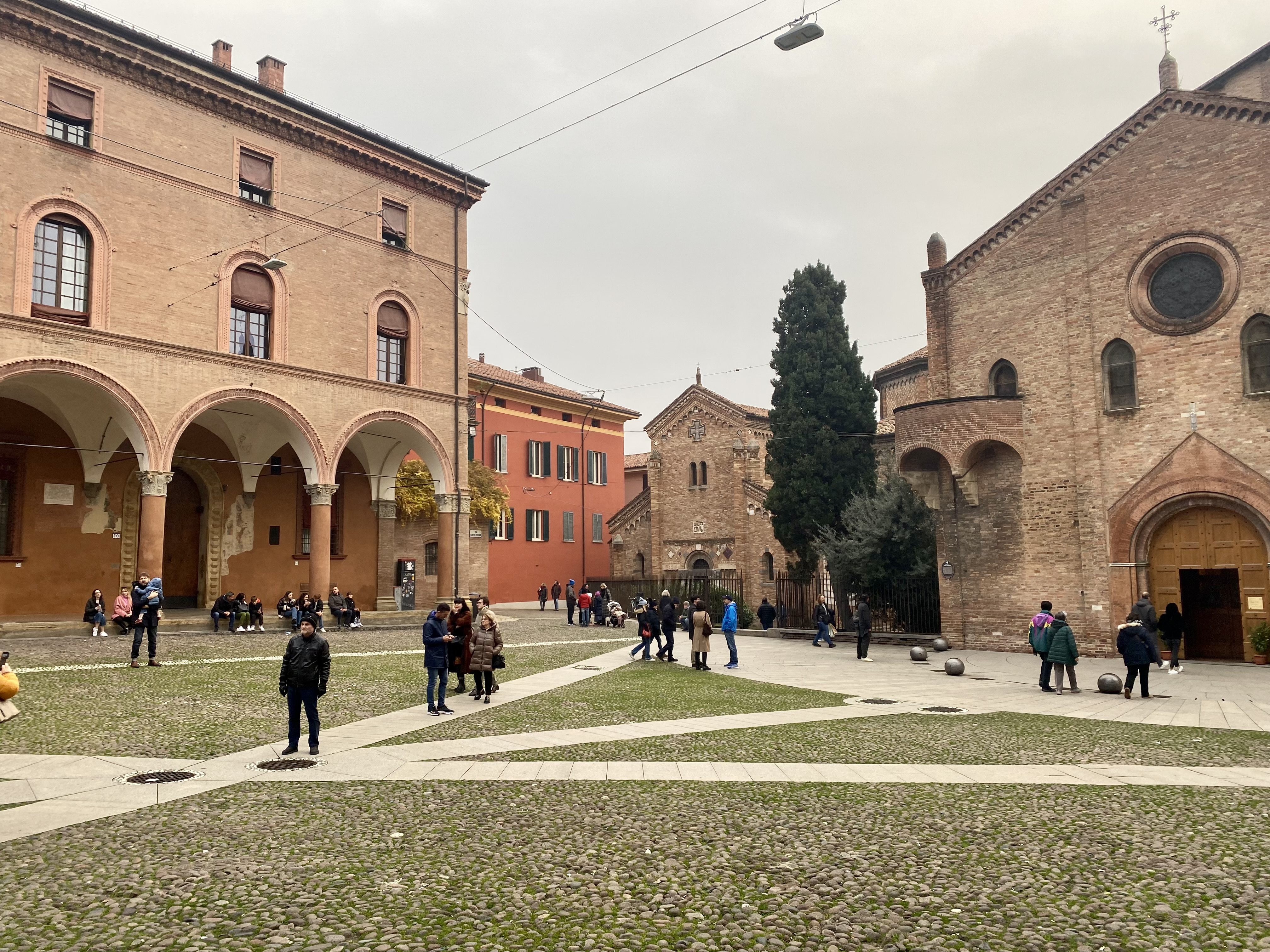
دانشگاه بولونیا، یکی از قدیمی‌ترین دانشگاه‌های ایتالیا

تقریباً تمام دانشگاه‌های ایتالیا عمومی بوده اما طبق قانون، دارای استقلال نهادی هستند. دولت ایتالیا اکثریت بودجه دانشگاه را تأمین می‌کند؛ بنابراین، دانشجویان شهریه نسبتاً پایینی را پرداخت می‌کنند که توسط هر دانشگاه با توجه به ثروت خانواده، دوره تحصیلی و عملکرد امتحان متغیر است و همچنین چند بورسیه برای بهترین دانشجویان کم‌درآمد در مقاطع کارشناسی و کارشناسی ارشد در دسترس است.

### دانمارک

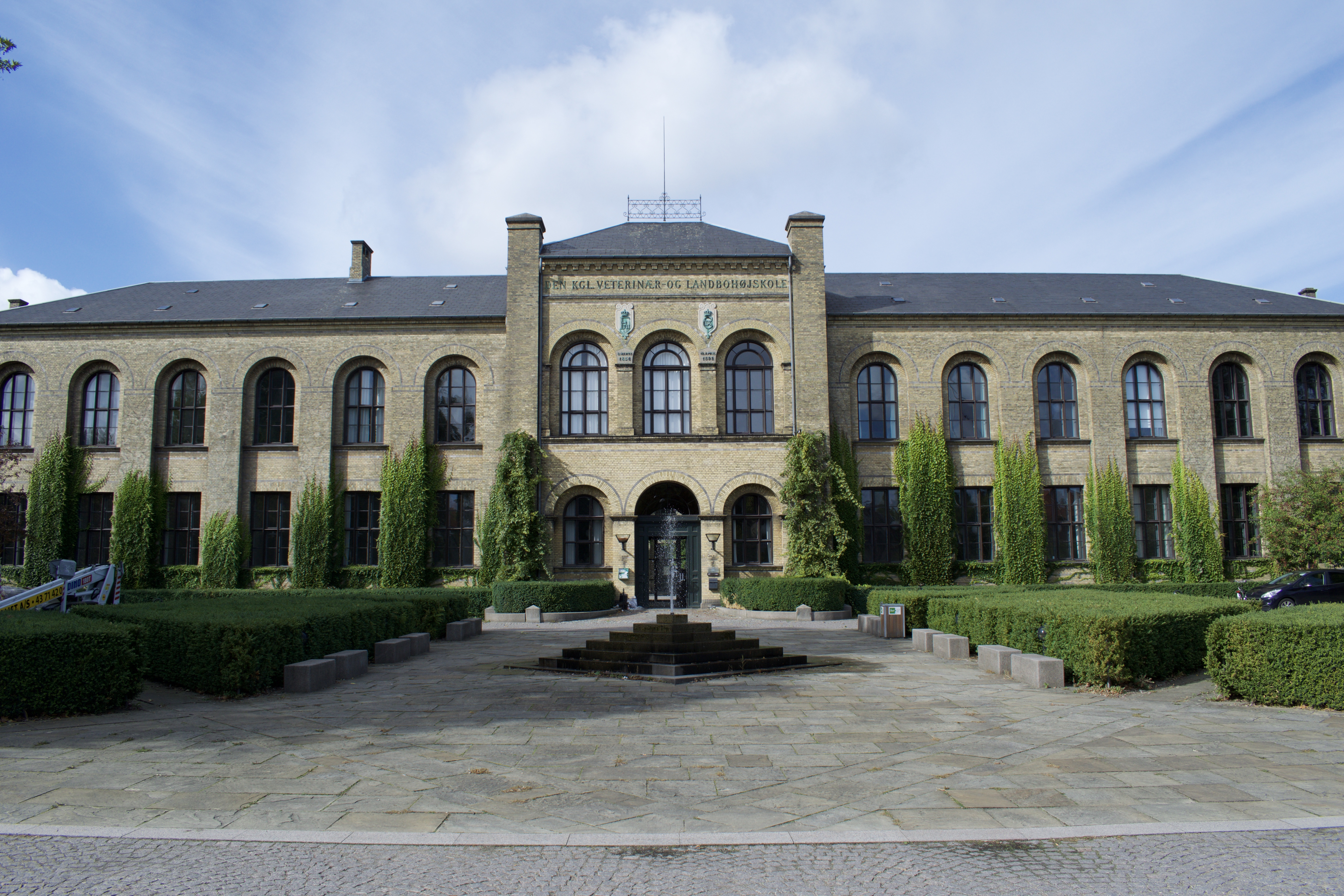
ساختمان اصلی دانشگاه کپنهاگ در دانمارک

تقریباً تمامی دانشگاه‌های دانمارک از نوع عمومی هستند و دانشگاه‌های عمومی دانمارک نسبت به دانشگاه‌های خصوصی خود از اعتبار بیشتری برخوردارند و همچنین دانشجویان دانمارکی به صورت رایگان در این دانشگاه‌ها حضور دارند.

### سوئد

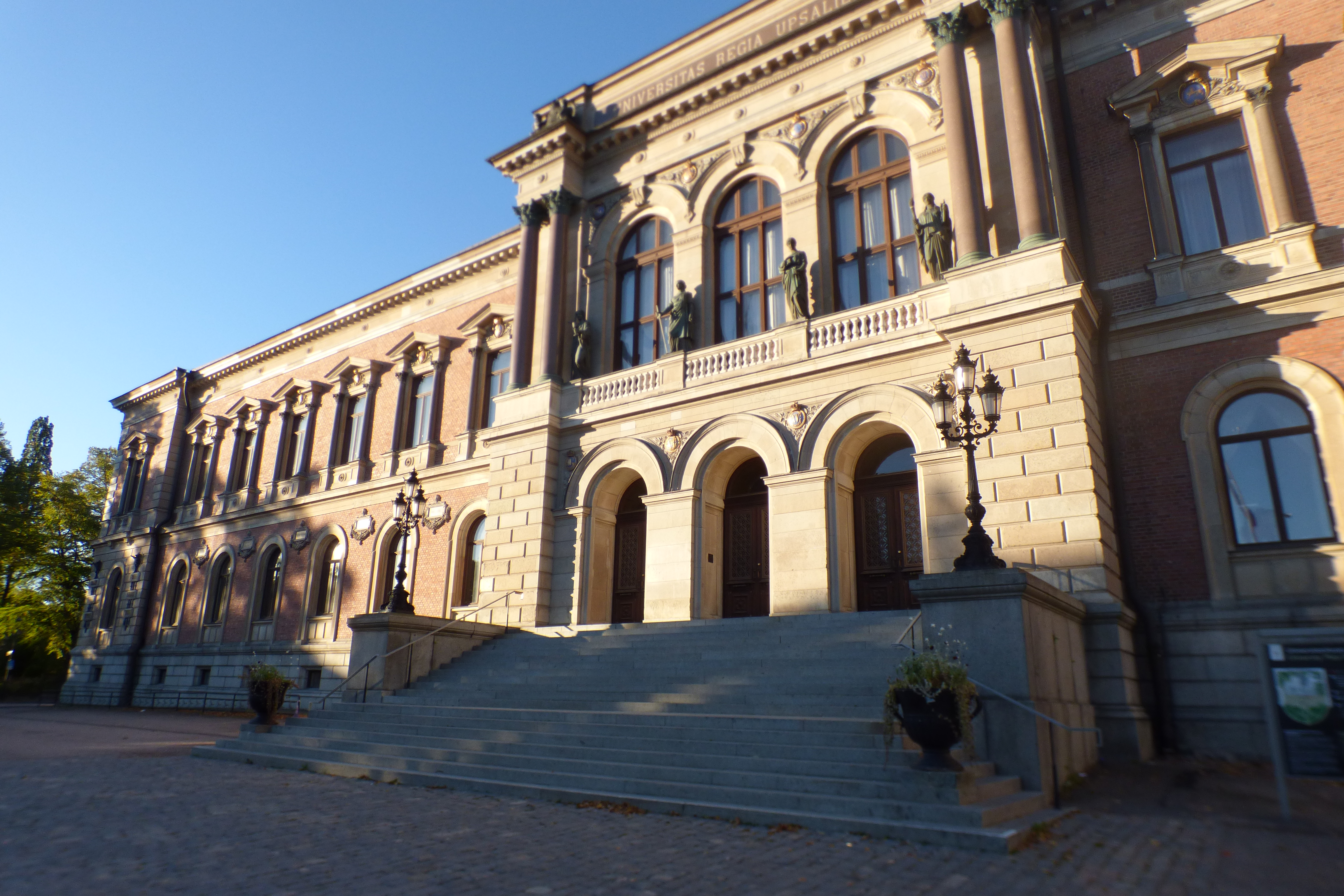
ساختمان مرکزی دانشگاه اوپسالا، سوئد

اکثر دانشگاه‌های سوئد عمومی هستند و همچنین تحصیل در سوئد رایگان بوده و دانشجویان در هیچ‌یک از دانشگاه‌های سوئد شهریه پرداخت نمی‌کنند.

### فنلاند

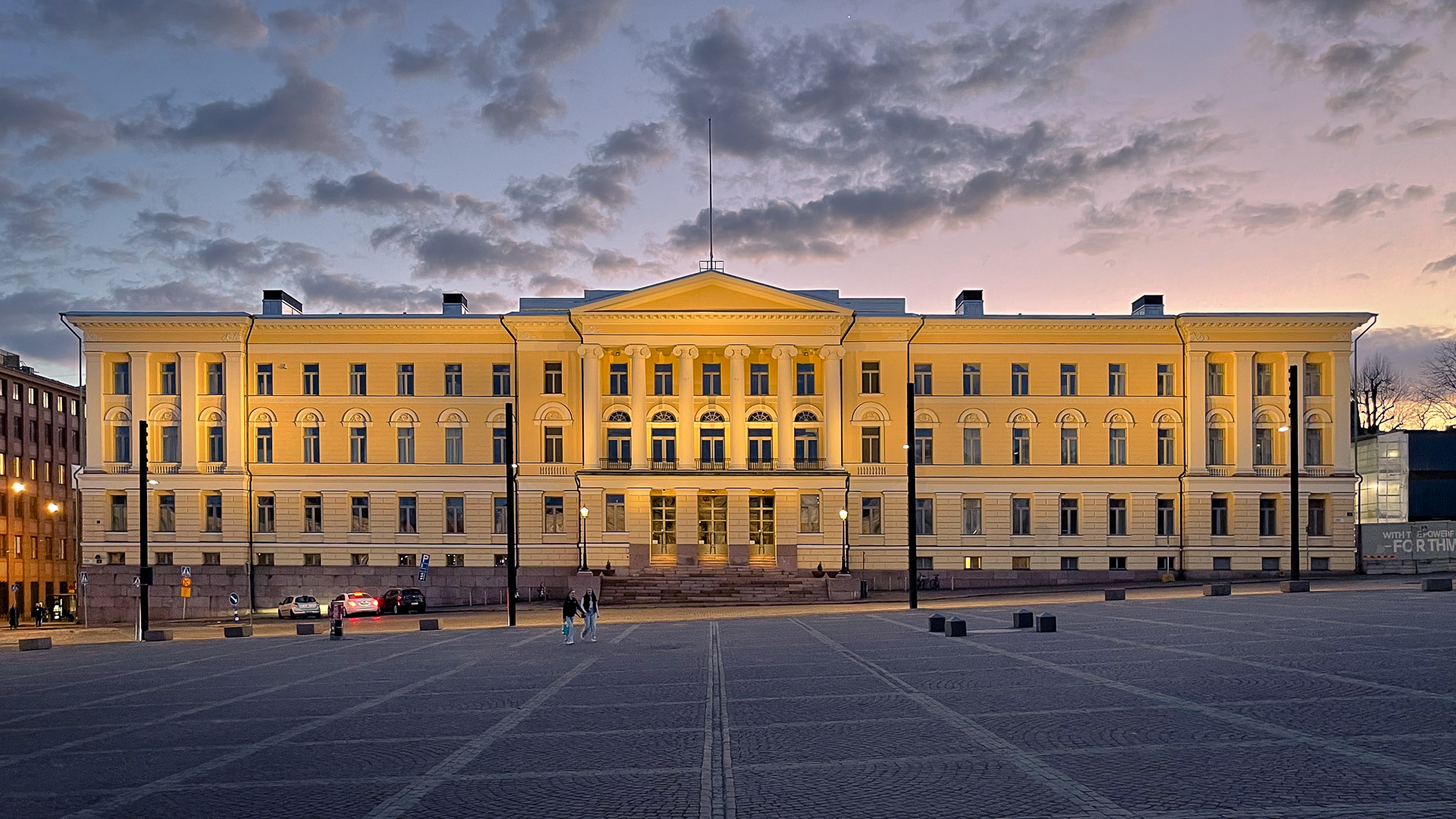
ساختمان اصلی دانشگاه هلسینکی، فنلاند

تمامی دانشگاه‌های فنلاند از نوع عمومی و همچنین رایگان هستند.

### نروژ

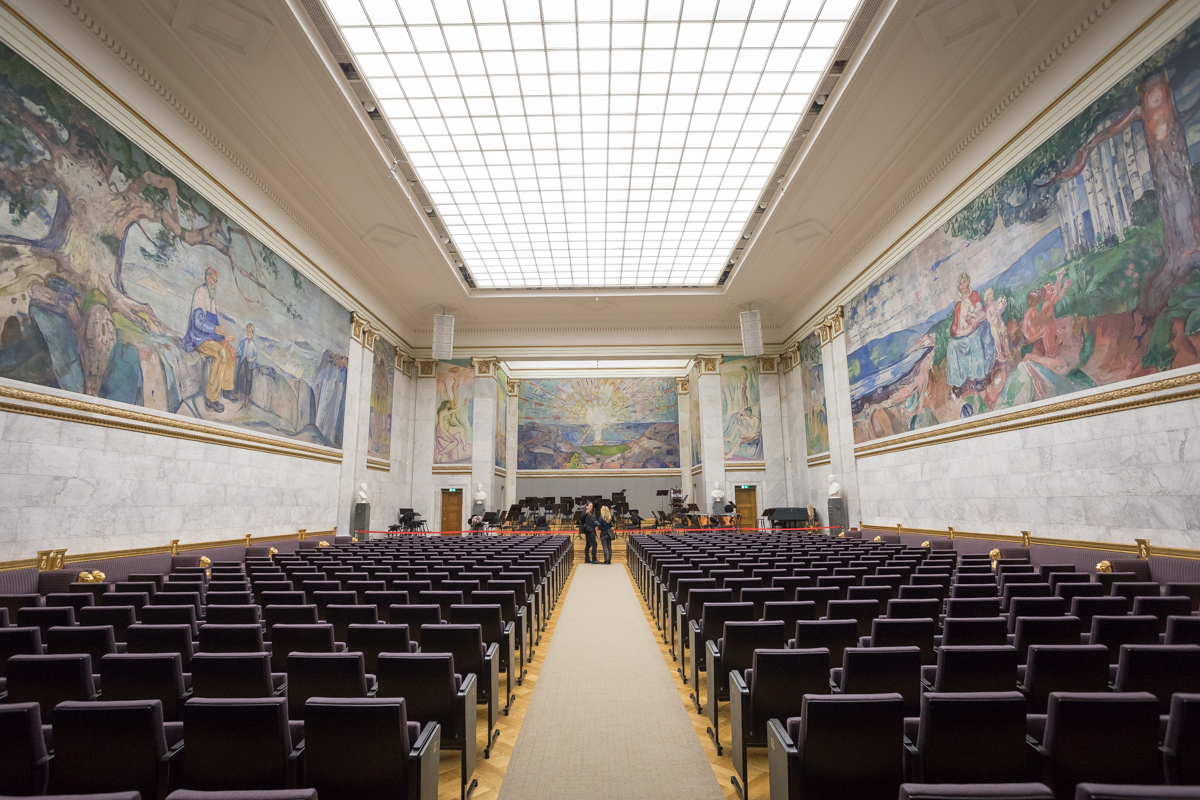
آئولا، بخشی از دانشگاه اسلو در نروژ

تقریباً تمامی دانشگاه‌های نروژ توسط دولت ساخته شده و عمومی هستند.

## آسیا

### ایران

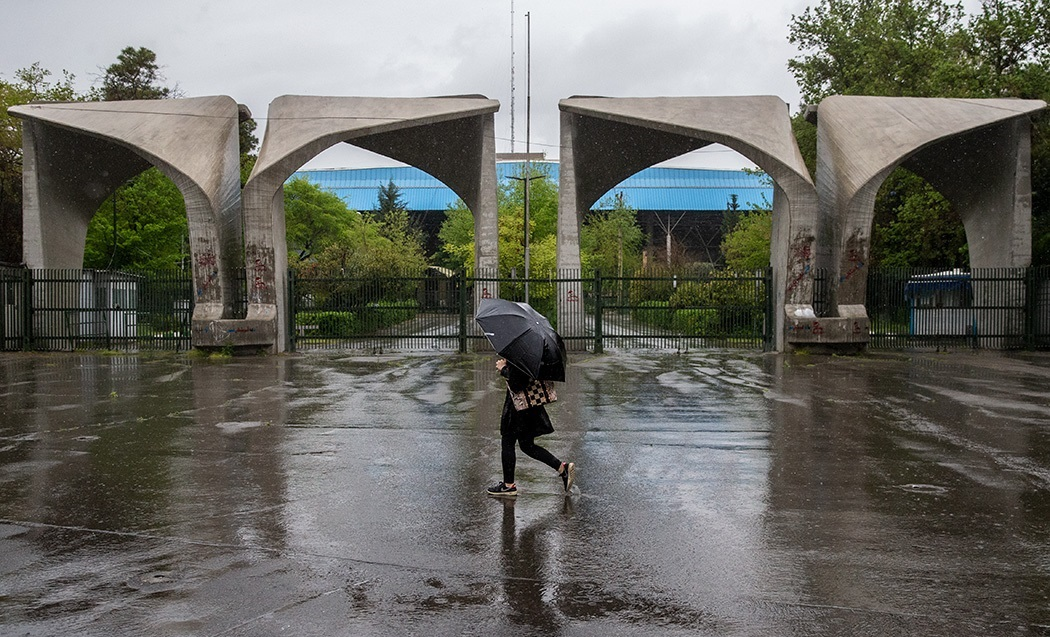
ورودی اصلی دانشگاه تهران

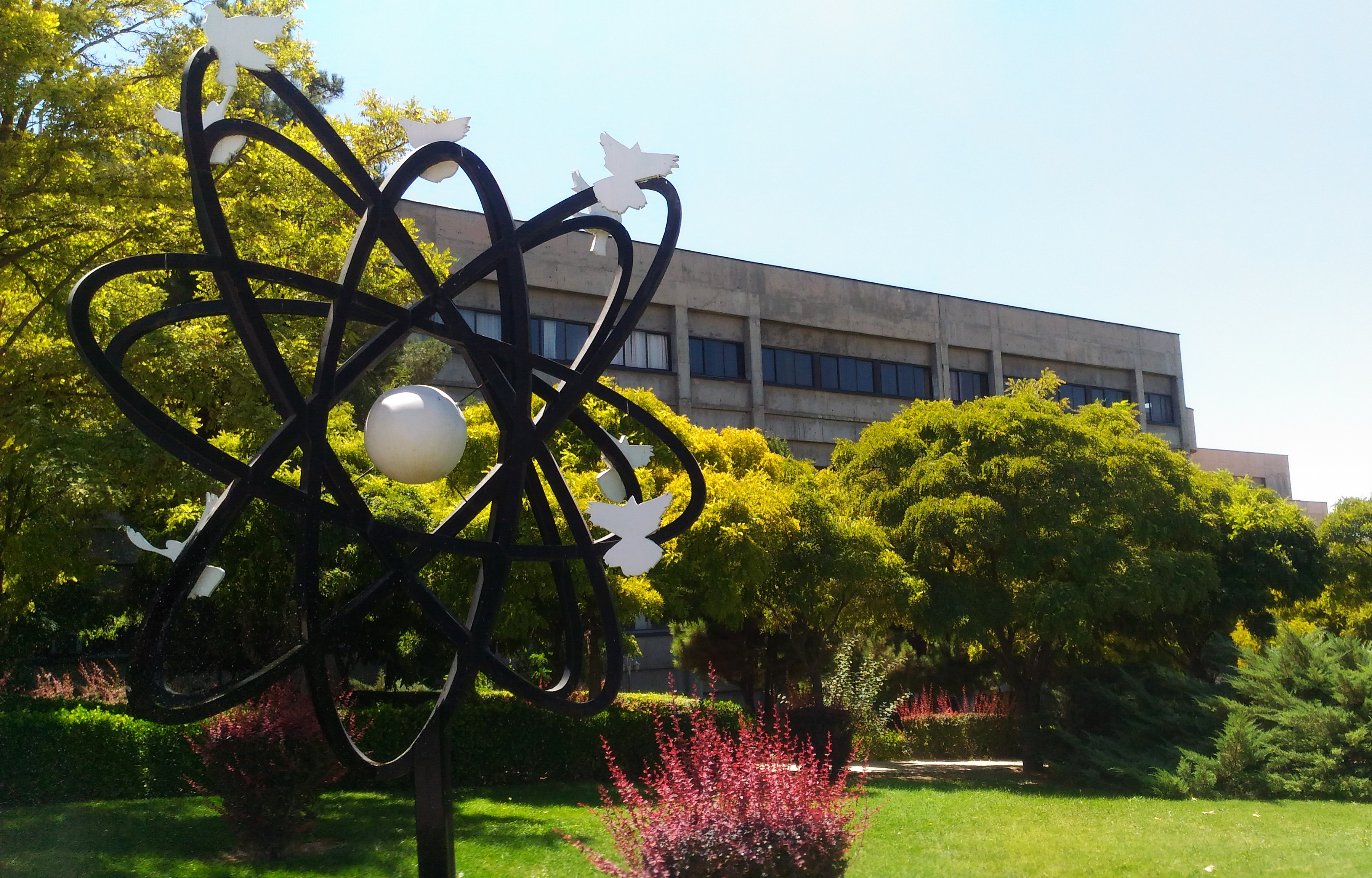
نمایی از دانشکده علوم دانشگاه فردوسی مشهد

برخی از این دانشگاه‌ها در ایران برنامه‌های بدون‌شهریه ارائه می‌دهند. 

### پاکستان

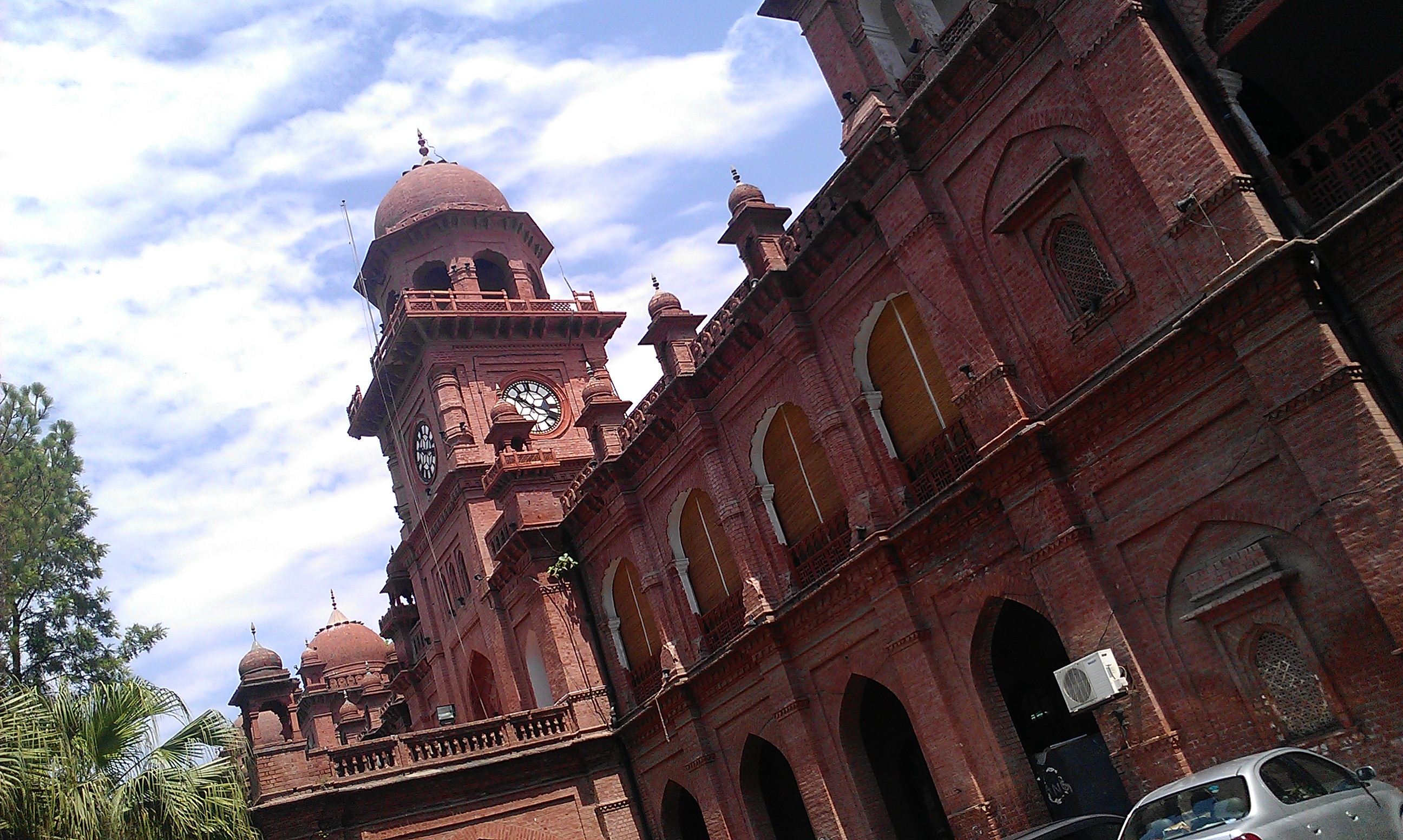
دانشگاه پنجاب، بزرگ‌ترین دانشگاه عمومی در پاکستان

در پاکستان ۱۰۷ دانشگاه عمومی و ۷۶ دانشگاه خصوصی وجود دارد. دانشگاه پنجاب بزرگ‌ترین دانشگاه دولتی است و پس از آن دانشگاه کراچی قرار دارد.

### چین

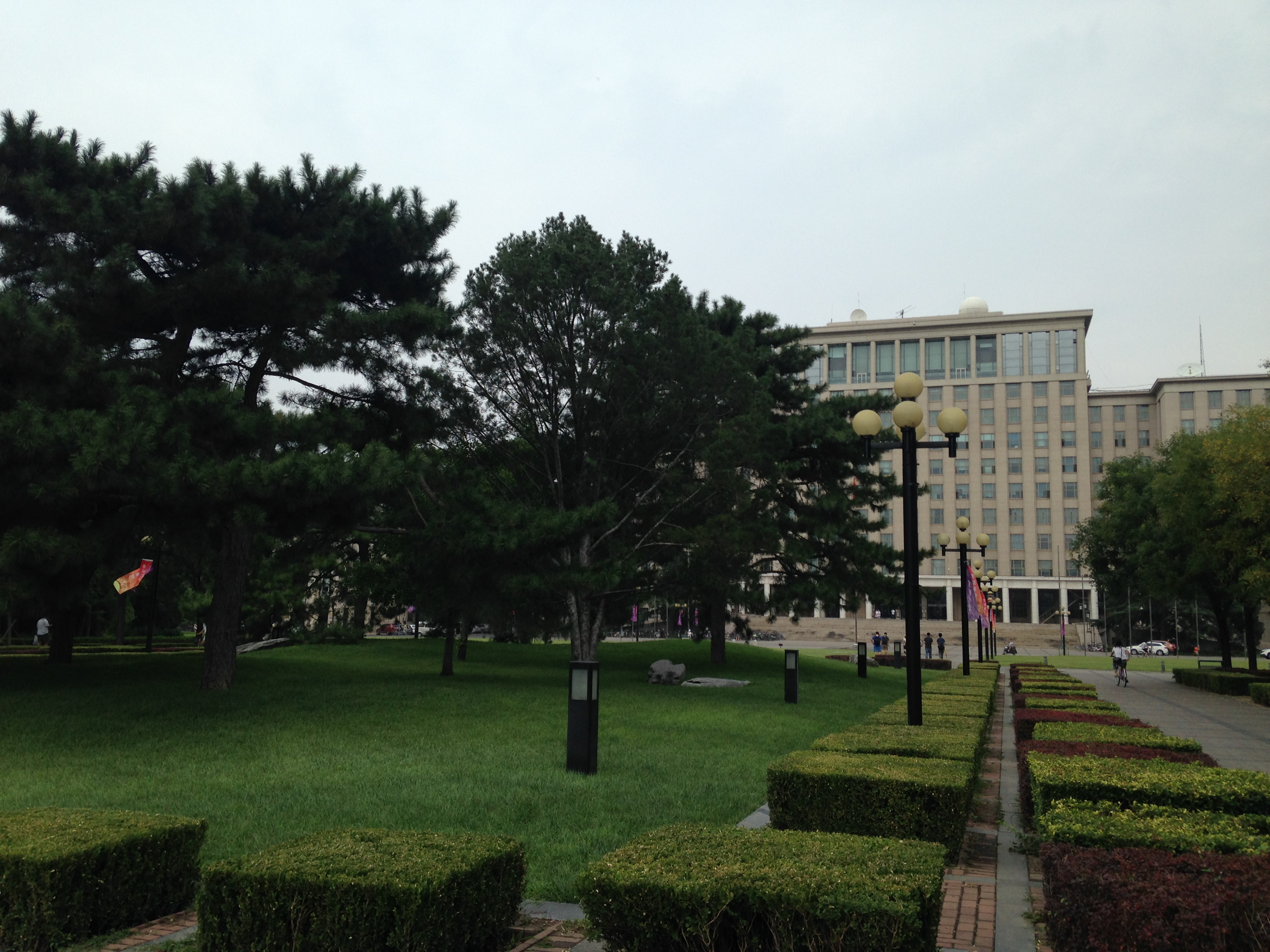
ساختمان اصلی دانشگاه تسینگهوا در چین

تقریباً تمامی دانشگاه‌ها و مؤسسات تحقیقاتی چین از نوع عمومی هستند. به‌طور معمول، دولت‌های استانی دانشگاه‌های دولتی را اداره می‌کنند. با این حال، برخی از آنها توسط دولت‌های شهری اداره می‌شوند یا ملی هستند که دولت مرکزی مستقیماً آنها را اداره می‌کند. دانشگاه‌های خصوصی در مقطع کارشناسی وجود دارند اما دانشگاه‌های خصوصی معمولاً نمی‌توانند مدرک لیسانس اعطا کنند.

### هند
اکثر دانشگاه‌ها و تقریباً تمامی مؤسسات تحقیقاتی هند از نوع عمومی هستند.
هند همچنین دارای یک دانشگاه عمومیِ آزاد به نام دانشگاه آزاد ملی ایندیرا گاندی است که آموزش از راه دور ارائه می‌دهد. از نظر تعداد دانشجویان ثبت‌نام شده، در حال حاضر بزرگ‌ترین دانشگاه جهان با بیش از چهار میلیون دانشجو است.

### هنگ کنگ

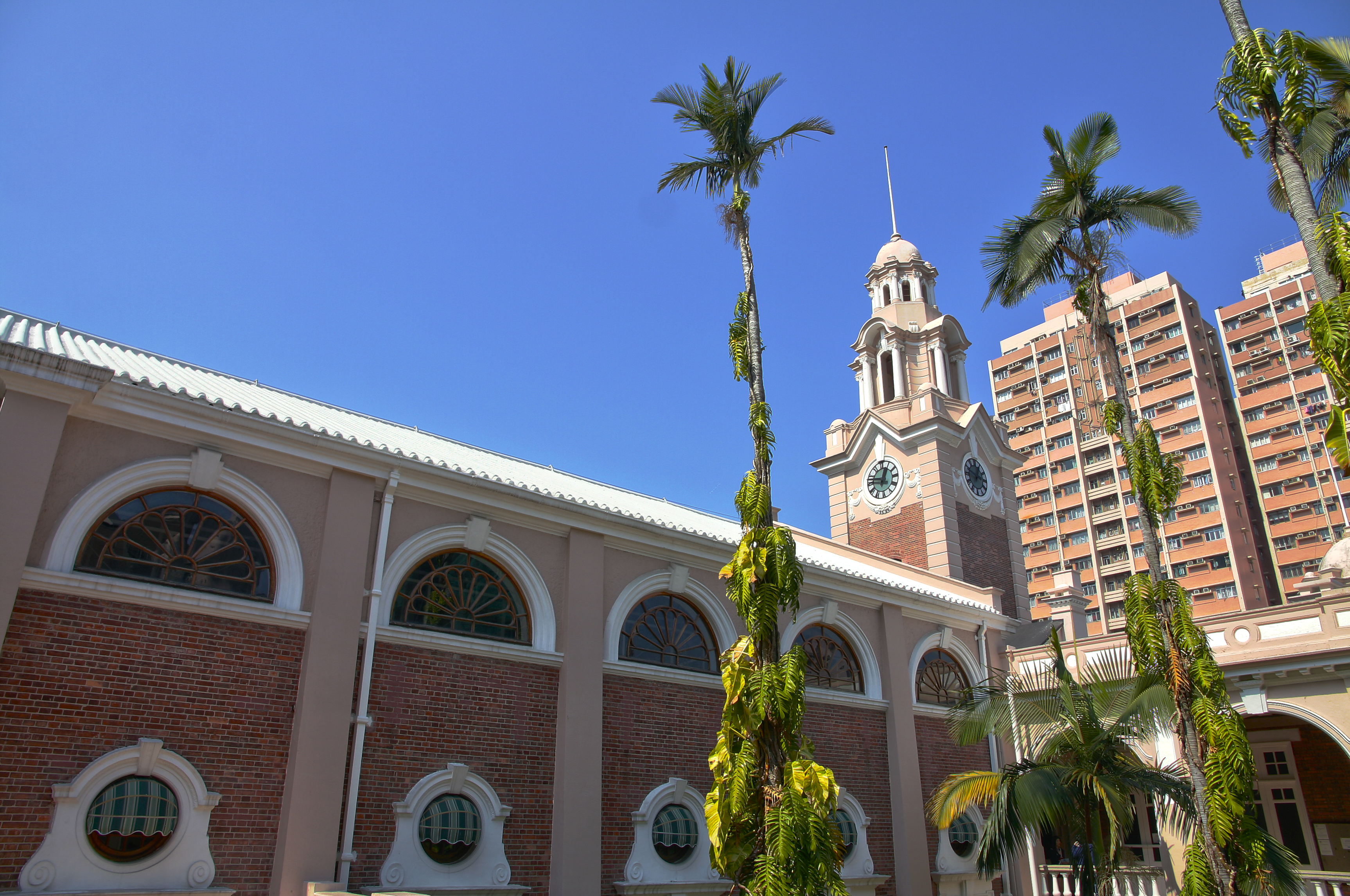
ساختمان اصلی دانشگاه هنگ کنگ

کمیته کمک‌های مالی دانشگاه هشت مؤسسه آموزش عالی در هنگ کنگ را تأمین مالی می‌کند. دانشگاه آزاد هنگ کنگ به عنوان یک دانشگاه عمومی عمدتاً توسط خود تامین‌ مالی می‌شود.

### کرهٔ جنوبی

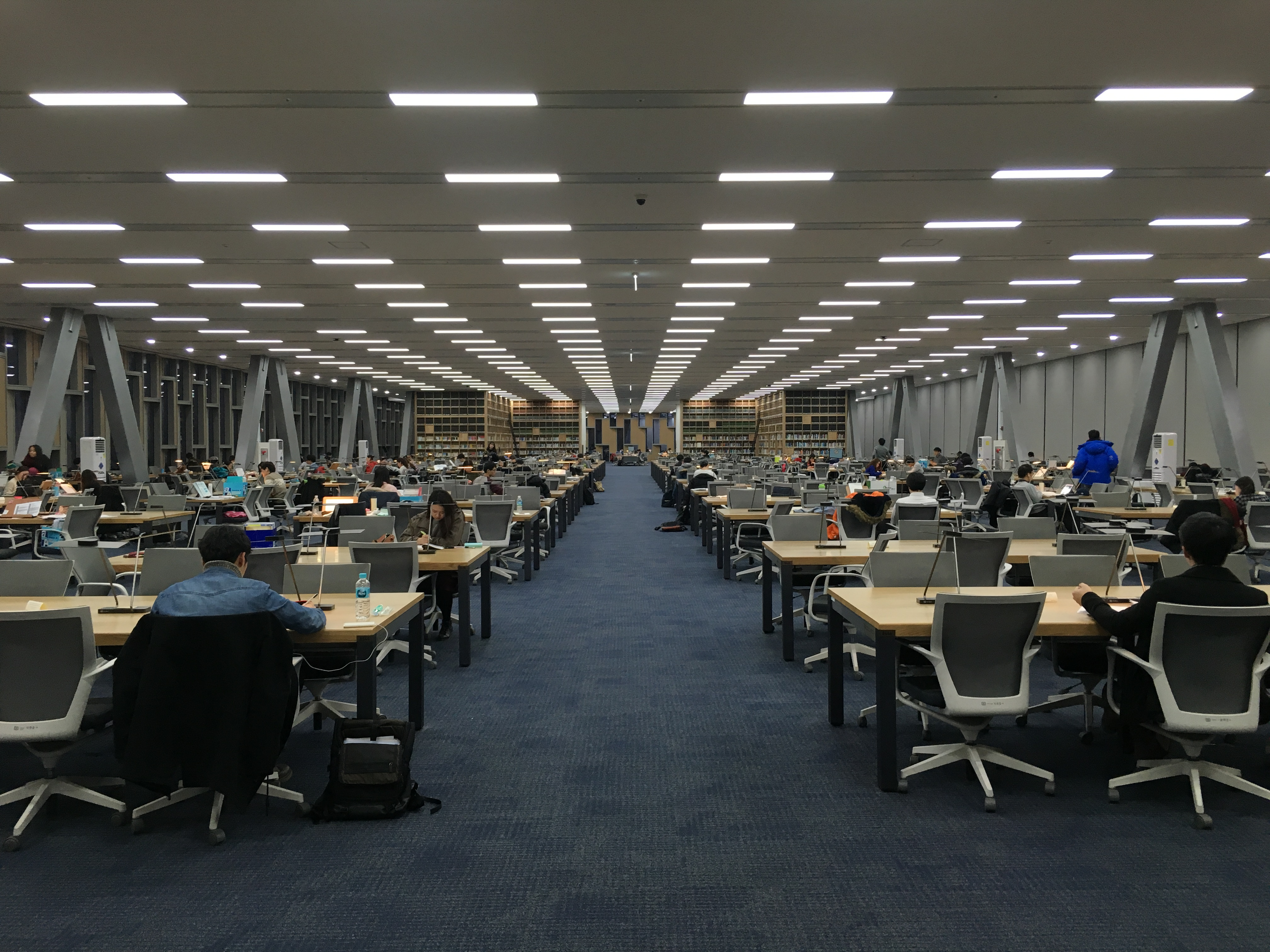
کتابخانه دانشگاه ملی سئول در کره جنوبی

در کره جنوبی، اکثر دانشگاه‌های عمومی از نوع ملی هستند.